# Erodium texanum
Erodium texanum är en näveväxtart som beskrevs av Asa Gray. Erodium texanum ingår i släktet skatnävor, och familjen näveväxter. Inga underarter finns listade i Catalogue of Life.